# Том Пидкок
Томас Пидкок (енгл. Thomas Pidcock; Лидс, 30. јул 1999) британски је бициклиста који тренутно вози за UCI ворлд тур тим — Инеос гренадирс, а такмичи се у циклокросу, у друмском и у брдском бициклизму. Освојио је по једном Страде Бјанке, Амстел голд рејс и Брабантсе пајл. Освојио је једну златну и сребрну медаљу на Свјетском првенству у циклокросу, двије златне медаље на Олимпијским играма у брдском бициклизму, златну и бронзану медаљу на Свјетском првенству, као и златну медаљу на Европском првенству у брдском бициклизму. На Тур де Франсу је остварио једну етапну побједу. Изјавио је да му је брдски бициклизам омиљена дисциплина и да ријетко гледа друмске и трке у циклокросу.
Током јуниорске и каријере до 23 године освојио је Свјетско првенство у циклокросу, брдском и у друмском бициклизму, као и национална првенства на писти и у критеријуму, док је 2021. почео професионалну каријеру. У све три дисциплине остварио је неколико побједа, а прве сезоне на друму освојио је Брабантсе пајл класик и завршио је Амстел голд рејс на другом мјесту, док је освојио златну медаљу у брдском бициклизму на Олимпијским играма. Године 2022. освојио је Свјетско првенство у циклокросу, као и Европско првенство у крос-кантрију у оквиру брдског бициклизма и остварио је етапну побједу на Тур де Франсу, на успону Алп д’Иез, чиме је постао најмлађи побједник етапе на том успону. Године 2023. освојио је Свјетско првенство у крос-кантрију, Страде Бјанке и завршио је Лијеж—Бастоњ—Лијеж на другом мјесту, а 2024. освојио је Амстел голд рејс.

## Јуниорска каријера
Током сезоне 2015/16. неколико трка у циклокросу завршио је у првих десет, укључујући Европско првенство за јуниоре, које је завршио на осмом мјесту, док је Свјетско првенство завршио на петом мјесту, У фебруару 2016. освојио је класик Клејтон вело, а у септембру је освојио јуниорску трку Филип Жилбер, гдје је побиједио 21 секунду испред Алексиса Бројнела. Током сезоне 2016/17. у циклокросу, побиједио је на трци Зонховен у оквиру Суперпрестиж такмичења за јуниоре, испред Тимена Аренсмана. На Европском првенству у циклокросу за јуниоре, стекао је предност током трећег од осам кругова, задржао је до краја и освојио је златну медаљу 14 секунди испред Николаса Гилемена.
У новембру је остварио побједе на трци Гран при ван Хаселт, као и на трци Болекескрос у оквиру такмичења ДВ трофеј за јуниоре, док је трку Зевен у оквиру Свјетског купа за јуниоре завршио на трећем мјесту. У децембру је побиједио на трци у Намуру скоро минут испред Антоана Беное, што му је била прва побједа у оквиру Свјетског купа; побједу је прославио возећи на једном точку преко линије циља, као што су прије њега побједе прослављали Петер Саган и Метју ван дер Пул. Након добрих резултата које је остварио, менаџер тима Таленет—фидеа лајонс и бивши свјетски шампион у циклокросу — Тибо Нис, истакао је да жели да га доведе у свој тим. Прије Свјетског првенства 2017. освојио је првенство Британије у циклокросу за јуниоре по први пут, а затим је остварио другу побједу у оквиру Свјетског купа, на трци Гран при Адри ван дер Пул, гдје је његов сувозач, Бен Тарнер, завршио на другом мјесту.
Свјетско првенство стартовао је као један од највећих фаворита на трци за јуниоре. На првенству које је одржано у Луксембургу, преузео је вођство у другом од пет кругова, сачувао је предност до краја и освојио је првенство, поставши први британски јуниорски побједник након Роџера Хамонда 1992. Његови сувозачи Дан Талет и Бен Тарнер завршили су на другом и трећем мјесту, чиме су Британци освојили све три медаље. Након трке, у белгијским медијима назван је „мини Саган“, по сличном стилу вожње као Петер Саган.
У априлу 2017. године, два и по мјесеца након што је освојио Свјетско првенство у циклокросу за јуниоре, освојио је Париз—Рубе за јуниоре, након соло напада 15 km до циља, чиме је постао трећи британски побједник трке, послије Герента Томаса и Ендија Фена. У мају, возећи за тим Пол Малнс сакјлес, постао је први гостујући возач који је побиједио на једној индивидуалној рунди у оквиру критеријум такмичења Тур серије, побиједивши на трци у Дараму. У јулу је освојио првенство Британије у критеријум вожњи за сениоре, са 17 година, након што је напао на последњем успону и побиједио је испред Харија Танфилда и Џона Мулда. У августу је освојио првенство Британије у скреч трци за јуниоре, испред Џекија Стјуарта, што му је била прва велика побједа на писти. У септембру је освојио Свјетско првенство за јуниоре у вожњи на хронометар, побиједивши 11 секунди испред Антонија Пупија.

### 2017—2018.
У јуну 2017. објављено је да је потписао двогодишњи уговор са тимом Таленет—фидеа лајонс и да ће прећи од октобра. За тим је дебитовао 14. октобра 2017. на трци Полдерскрос брико крос, коју је завршио на деветом мјесту, преко минут иза Метјуа ван дер Пула. Недељу дана касније остварио је прву побједу за тим, на трци Нилс Алберт у оквиру Суперпрестиж такмичења за возаче до 23 године, а побиједио је осам секунди испред Адама Тупалика. Дана 22. октобра побиједио је на трци Коксајде, првој у оквиру Свјетског купа за возаче до 23 године, 13 секунди испред Тупалика. У новембру је освојио сребрну медаљу на Европском првенству у циклокросу за возаче до 23 године које је одржано у Табору; Њега је у спринту побиједио Ели Исербит, након чега је Пидкок подигао руке у знак протеста, а касније је изјавио да је Исербит пореметио његову линију спринта и затворио га код баријера. У децембру је објављено да ће возити за тим Вигинс у друмским тркама током 2018. На почетку сезоне 2017/18. у циклокросу остварио је четири побједе заредом у оквиру Свјетског купа за возаче до 23 године, укључујући побједу на трци Гран при Епик де Фламинк 26. децембра. Са том побједом преузео је вођство у укупном поретку, јер су се рачунали најбољи резултати са четири трке од укупно њих седам. Свјетски куп је освојио са 20 бодова испред Исербита.
У јануару 2018. освојио је првенство Велике Британије у циклокросу за возаче до 23 године по први пут, скоро минут испред Тарнера. Сматран је за једног од фаворита на Свјетском првенству за возаче до 23 године, али је завршио на 15 мјесту, након лошег старта када је изгубио ослонац на педалама.

## Професионална каријера

### 2019—2020.
У августу 2018. објављено је да је споразумно раскинуо уговор са тимом Таленет—фидеа лајонс, како би прешао у новоосновани британски циклокрос тим ТП рејсинг. Тим је основала агенција за возаче Тринити спорт менаџмент, чији је портпарол изјавио да ће нови тим бити изграђен око Пидкока, а на тркама су дебитовали у октобру. Током сезоне 2018/19. у новембру је освојио Европско првенство за возаче до 23 године, 30 секунди испред Исербита, након чега је освојио Свјетски циклокрос куп за возаче до 23 године по други пут, као и Суперпрестиж такмичење за возаче до 23 године по први пут. У јануару је освојио првенство Велике Британије у циклокросу за сениоре по први пут, минут и по испред Тарнера, док је у фебруару по први пут освојио Свјетско првенство у за возаче до 23 године, побиједивши 15 секунди испред Исербита.
Након сезоне у циклокросу, возио је на друму за тим Вигинс, а у јуну је возио Париз—Рубе за возаче до 23 године. Заједно са Јоханом Јакобсом напао је из водеће групе на 25 km до циља, а затим је на око 20 km до циља напао поново, што Јакобс није могао да прати и остварио је соло побједу, двије године након што је освојио трку за јуниоре, поставши први британски возач који је освојио трку за возаче до 23 године. Мјесец дана касније освојио је првенство Велике Британије у брдском бициклизму, побједом у спринту трочлане групе која је дошла на циљ. Свјетско друмско првенство за возаче до 23 године завршио је на четвртом мјесту, али је промовисан на треће након што је побједник — Нилс Екхоф дисквалификован.
ТП рејсинг је промијенио име у Тринити рејсинг за сезону 2019/20. током које се по први пут такмичио са сениорима пуну сезону. У оквиру Свјетског купа, четири трке је завршио у првих десет, освојио је првенство Велике Британије другу годину заредом, док је на Свјетском првенству освојио сребрну медаљу, завршивши преко минут иза Ван дер Пула. Тим Вигинс је угашен на крају сезоне 2019. а у фебруару 2020. објављено је да ће возити за Тринити рејсинг и на друму, након што је тим одлучио да се такмичи и у друмским тркама за сезону 2020. Сезона је прекинута у марту због пандемије ковида 19, а након што је настављена, у августу је возио крос-кантри трку у оквиру брдског бициклизма, која је вожена на успону Алп д’Иез и завршио је на деветом мјесту. Трку Трансморен Ваноа у брдском бициклизму завршио је на четвртом мјесту у укупном поретку, побиједивши на три од пет етапа. Крајем августа се вратио такмичењу на друму и хронометар на Европском првенству за возаче до 23 године завршио је на четвртом мјесту, 39 секунди иза Андреаса Лекнесунда. У септембру је возио Ђиро чиклистико д’Италија трку, познату као Бејби Ђиро или Ђиро д’Италија за возаче до 23 године. Након што је изгубио вријеме на првој етапи која је вожена по топлом времену, побиједио је на четвртој етапи из бијега и преузео је лидерску мајицу, а затим је побиједио и на седмој и осмој етапи и освојио је трку преко два минута испред Хенрија Ванденабелеа, уз освојену брдску класификацију.
Крајем септембра возио је Свјетско првенство, гдје је по први пут возио друмску трку за сениоре, за коју је увршћен у тим након што су отказане трке за јуниоре и за возаче до 23 године. Завршио је на 42 мјесту, десет минута иза Жилијена Алафилипа, након што је отпао од главне групе у последњем кругу. Изјавио је да је задовољан својом вожњом, а Лук Роув га је похвалио. У октобру се поново такмичио у брдском бициклизму, дебитујући у Свјетском купу који је вожен у Чешком граду Нове Мјесто у Моравској, гдје је побиједио на двије трке за возаче до 23 године, иако је обје стартовао са зачеља. Његов најбржи круг у обје трке био је седам секунди бржи од најбржег круга који су остварили возачи у сениорској конкуренцији. Сезону је наставио на Свјетском првенству у брдском бициклизму, гдје је освојио златну медаљу у дисциплини електричним бициклом, 35 секунди испред Жерома Гилоа, а затим је освојио златну медаљу у дисциплини крос-кантри за возаче до 23 године, чиме је постао свјетски шампион на друму, у циклокросу и у брдском бициклизму у млађим категоријама.
Сезону 2020/21. у циклокросу почео је у новембру, на трци у Табору, првој у оквиру Свјетског купа, коју је завршио на 17 мјесту, након што је пао током трке. У децембру је побиједио на трци у Жавереу, завршивши испред Ван дер Пула, Тона Артса и Исербита, што му је била прва велика побједа у циклокросу у сениорској конкуренцији. Након трке је изјавио: „Мислим да сам постао пунољетан данас.“ На Свјетском првенству у Остендеу, Ваут ван Арт и Ван дер Пул су отишли од осталих на успону преко моста, гдје је максимални нагиб био 21%. Ван дер Пул је побиједио, а Пидкок је завршио на четвртом мјесту, минут и по иза. Током сезоне возио је укупно 13 трка, од којих је девет завршио на подијуму.

### 2021.
У септембру 2020. Инеос гренадирс је објавио да ће Пидкок прећи у тим од 2021. Првобитно је било планирано да се тиму прикључи 1. марта, по завршетку сезоне у циклокросу, али је у јануару објављено да ће се придружити тиму од 1. фебруара.
Крајем фебруара возио је Кирн—Брисел—Кирн, гдје је на циљ дошла велика група, а у спринту је завршио на трећем мјесту, иза Мадса Педерсена и Ентонија Тиржиса.  Сезону је наставио на Страде Бјанкеу, гдје су за Инеос возили такође и Еган Бернал и Михал Квјатковски. Ван дер Пул је напао на почетку деветог сектора, затим је напао Алафилип, који се окренуо, видио да су Ван Арт и Пидкок на зачељу групе, а затим је напао поново и Пидкок је отпао; Ван Арт је био иза њега, али је одмах изашао испред и покушавао да се врати у групу. Ван Арт је возио на темпо, дошао је на 15 метара иза групе, након чега је Ван дер Пул убрзао јер није хтио да се Ван Арт врати у групу, али је он успио да се врати, а затим се вратио и Пидкок. Предност је порасла на минут и 10 секунди испред друге групе, а лидери су пратили један другог и смјењивали се на челу, возећи на темпо. На почетку последњег сектора, Тадеј Погачар је почео да се мучи, након чега је Ван дер Пул напао на 12 km до циља и једино га је Алафилип пратио. На 10 km до циља, достигао их је Бернал, док су Погачар, Ван Арт, Михал Гегл и Пидкок оформили потјеру иза и смањили су заостатак на 13 секунди. У првој групи, Бернал није радио са Ван дер Пулом и Алафилипом, већ је само возио иза, јер је имао Пидкока у другој групи и није хтио да допринесе повећању предности, док у другој групи, Пидкок није хтио да ради и допринесе смањењу заостатка, јер је имао Бернала у првој групи. На 8,5 km до циља, Бернал је почео да ради на челу, а предност се повећала на 16 секунди, док је у другој групи, Погачар тражио од Пидкока да почне да ради, али је он одбио. На почетку успона, на километар до циља, предност је била 25 секунди; Ван дер Пул је напао, али су Алафилип и Бернал пратили, након чега је Ван дер Пул поново напао на средини успона и нису могли да га прате. Ван дер Пул је прешао први преко успона, након чега је одвезао неколико кривина до трга Пјаца дел Кампо и побиједио је пет секунди испред Алафилипа. Бернал је завршио на трећем мјесту, 20 секунди иза, док је Ван Арт напао из друге групе и завршио је на четвртом мјесту, 51 секунду иза. У спринту друге групе је побиједио Пидкок и завршио је на петом мјесту, 54 секунде иза Ван дер Пула. Дана 20. марта возио је Милано—Санремо, гдје је напао на спусту са успона Пођо ди Санремо, али је достигнут и завршио је на 15 мјесту, у групи која је дошла иза Јаспера Стојвена. Е3 Саксо банк завршио је на 25 мјесту,  док је Ронде ван Фландерен завршио на 41 мјесту, два и по минута иза Каспера Асгрена. Дана 14. априла возио је Брабантсе пајл, гдје је напао на око 50  до циља, што су пратили Ван Арт и Матео Трентин. Они су достигли бјегунце, а Трентин је напао на 30 km до циља и стекао је 18 секунди предности. Пидкок је напао на 15 km до циља, на успону Хертстрат, што је пратио Ван Арт. Њих двојица су у финишу достигли Трентина, а у спринту је побиједио Пидкок, остваривши прву побједу на друму у каријери. Четири дана касније возио је Амстел голд рејс, гдје се у последњем кругу одвојио заједно са Ван Артом и Максимилијаном Шахманом. У финишу је Шахман отпао, а у спринту је побиједио Ван Арт, након што се неко вријеме гледао снимак фото финиша како би се одредио побједник. Флеш Валон је завршио на шестом мјесту, 11 секунди иза Алафилипа, упркос томе што је пао на око 28 km до циља.
Након прољећних класика, прешао је да се такмичи у брдском бициклизму, у склопу припрема за Олимпијске игре. Прву трку у сениорској конкуренцији у оквиру Свјетског купа стартовао је са 76 мјеста, а до почетка трећег круга дошао је на прво, али је трку завршио на петом мјесту. На другој трци је једини могао да прати Ван дер Пула током прва два круга, након чега је напао у трећем кругу и побиједио је минут испред Ван дер Пула. Било је планирано да се такмичењу на друму врати у јуну, на Тур де Свис трци, али је на тренингу крајем маја сломио кључну кост и морао је да се оперише, због чега је пропустио трку, али се тренингу вратио недељу дана послије операције. У јулу је возио крос-кантри дисциплину у оквиру брдског бициклизма на Олимпијским играма 2020. које су због пандемије ковида 19 помјерене за 2021. На половини трке је преузео вођство и побиједио је 20 секунди испред Матијаса Фликигера, чиме је постао први британски возач који је освојио олимпијску медаљу у брдском бициклизму, као и најмлађи возач у историји који је освојио трку у брдском бициклизму на Олимпијским играма, 79 дана млађи од Швеђанке Јени Рисведс која је освојила трку на играма 2016.
Такмичењу на друму вратио се у августу, када је возио своју прву гранд тур трку — Вуелта а Еспању, гдје су лидери тима били Бернал и Адам Јејтс, а директор тима — Дејв Брелсфорд, изјавио је да ће Пидкок да научи како да живи живот професионалног возача. На етапи 14 је био у бијегу, одакле је отпао у финишу и завршио је на четвртом мјесту, преко минут иза Ромена Бардеа. У генералном пласману завршио је на 67 мјесту, док је Јејтс завршио на четвртом, а Бернал на шестом. У финишу сезоне возио је друмску трку на Свјетском првенству, гдје је у последњих 50 километара Алафилип напао и одвојила се група од десет возача. Ремко Евенепул је радио на челу за Ван Арта и достизао сваки напад, а након што је отпао од групе, на 26 km до циља, Алафилип је напао на успону, што нико није могао да прати. Иза њега се одвојила група у којој су били Нилсон Паулес, Дилан ван Барле, Михел Валгрен и Стојвен, а Пидкок је био иза њих. Алафилип је побиједио, док је Пидкок завршио на шестом мјесту, 49 секунди иза.
На Новогодишњим почастима у децембру 2021. краљица Елизабета II му је додијелила орден члана Реда Британске империје за своје заслуге у бициклизму.

### 2022.
Сезону 2021/22. у циклокросу почео је почетком децембра. Побиједио је на двије од пет трка колико је возио у оквиру Свјетског купа, у Рјокфену три секунде испред Исербита, као и у Хулсту 12 секунди испред Исербита и завршио је на 11 мјесту у укупном поретку. Током јануара је прескочио првенство Велике Британије у циклокросу како би учествовао на тренинг кампу Инеос гренадирса, а након што се вратио из кампа учествовао је на X20 такмичењу у Хамеу, који је завршио на петом мјесту. Крајем јануара возио је Свјетско првенство, гдје је био један од највећих фаворита, поред Исербита, док Ван дер Пул и Ван Арт нису возили. Белгијанци су возили на челу и имали су бројчану предност, али је Пидкок напао у последњем кругу и побиједио је 30 секунди испред Ларса ван дер Хара, а када је прелазио преко линије циља позирао је имитирајући Супермена.
На почетку сезоне на друму, завршио је Омлоп хет Нијувсблад на 18 мјесту, 27 секунди иза Ван Арта, који је напао на 13 km до циља и остварио соло побједу, док је Милано—Санремо напустио на половини трке због болести. Дана 27. марта возио је Гент—Вевелгем, гдје није испратио нападе на успону Камелберг и завршио је два минута иза прве групе коју је одспринтао Бинијам Грмај. Три дана касније, возио је Дварс дор Фландерен, гдје је напао на 68 km до циља, заједно са Ван дер Пулом, Стефаном Кингом, Викторем Кампенартсом, Тишом Бенотом и Беном Тарнером. Кампенартс је нападао неколико пута на спусту са последњег успона, а након последњег напада, Бенот је напао, што је пратио само Ван дер Пул и побиједио је у спринту, док је Пидкок побиједио у спринту друге групе и завршио је на трећем мјесту, пет секунди иза Ван дер Пула и Бенота. Послије трке изјавио је да још увијек не схвата класике у потпуности. Дана 3. априла возио је Ронде ван Фландерен, гдје је на другом прелазу преко успона Ауде кваремонт Погачар напао и одвојила се група од 12 возача. Пидкок је остао иза и завршио је на 14 мјесту, минут иза Ван дер Пула који је побиједио у спринту. Недељу дана касније  возио је Амстел голд рејс, гдје је Бенот напао у последњих 50 километара и одвојила се група од 11 возача. Квјатковски је напао у последњих 10 километара, што је пратио само Беноа Коснефроа и стекли су 27 секунди предности до последњег успона — Бемелерберга. У спринту је побиједио Квјатковски након прегледања снимка фото финиша, а Пидкок је завршио на 11 мјесту, последњем у спринту групе која је на циљ дошла 20 секунди иза. На Брабантсе пајлу, Тарнер је напао на другом прелазу преко успона Маскестрат и одвојила се група од десет возача, који су стекли 32 секунде предности. Ијан Станард, Тунс и Кампенартс су отпали на успону Холстеде, а возачи из прве групе су стекли минут предности пред последњи круг. Магнус Шефилд је напао на 4  до циља, док су Пидкок и Тарнер реаговали на нападе других возача. Шефилд је побиједио на трци, док је Пидкок завршио на петом мјесту, побиједивши у спринту групе која је дошла на циљ 41 секунду иза, након што су се у финишу одвојили Коснефроа, Ворен Барги и Тарнер. Недељу дана касније возио је Флеш Валон, гдје је отпао од групе током првог преласка преко успона Мур де Иј, а затим је напустио трку.
Било је планирано да вози Ђиро д’Италију, али је одлучио да је прескочи како би се спремао за Свјетско првенство у брдском бициклизму. У мају се такмичио у брдском бициклизму, побиједивши на тркама у Албстаду и Нове Мјесту.
У јулу је возио Тур де Франс по први пут, гдје су лидери тима били Томас, Јејтс и Данијел Мартинез. Прве три етапе вожене су у Данској, а хронометар на првој етапи у Копенхагену завршио је на 15 мјесту, 23 секунде иза Ива Лампара. На петој етапи вожене су секције калдрме које се возе на Париз—Рубеу, током којих је доста возача пало и имали су механичких проблема. Погачар је напао заједно са Стојвеном на 20 km до циља, док је Пидкок пратио возаче из главне групе, завршио је у групи и дошао је на девето мјесто у генералном пласману. На шестој етапи, Ван Арт, Квин Симонс и Јакоб Фуглсанг су отишли у бијег, али су достигнути у финишу. На циљ је дошла група од 13 возача, Погачар је побиједио у спринту, а Пидкок је завршио на четвртом мјесту и дошао је на пето мјесто у генералном пласману, 40 секунди иза Погачара. На седмој етапи је носио бијелу мајицу, за лидера класификације за најбољег младог возача, јер је Погачар носио жуту мајицу. Циљ етапе је био на успону Ла Планш де Бел филс, гдје је Погачар напао у финишу, Пидкок је отпао и завршио је 45 секунди иза и пао је на седмо мјесто у генералном пласману, јер су га престигли Барде и Давид Году за четири секунде. На етапи 11, чији је циљ био на успону Кол ди Гранон, гдје је отпао рано и изгубио је преко девет минута. На етапи 12, Нилсон Паулес је напао први како би отишао у бијег, што је пратило још осам возача. На успону Кол ди Галибије, Крис Фрум је напао из главне групе, а на спусту је напао Пидкок и заједно су достигли бјегунце. Пред последњи успон, Алп д’Иез, у водећој групи су остали Паулес, Пидкок, Фрум, Луис Мејнтџенс и Ђулио Чиконе, а Пидкок је напао на 10,5 km до циља, након чега су одмах отпали Чиконе и Паулес, док су затим отпали Фрум и Мејнтџенс и Пидкок је остварио соло побједу, 48 секунди испред Мејнтџенса. Постао је најмлађи возач у историји који је побиједио на успону Алп д’Иез, а такође је надокнадио вријеме у генералном пласману и дошао је на осмо мјесто, седам и по минута иза Вингегора. На етапи 17 је изгубио преко 20 минута, до краја трке је радио за Томаса и завршио је на 16 мјесту у генералном пласману, преко сат времена иза Вингегора, као и на другом мјесту у класификацији за најбољег младог возача.
Два дана након Тур де Франса, завршио је Критеријум Розелар на трећем мјесту, а затим је освојио Европско првенство у крос-кантрију упркос томе што је пао у првом дијелу трке. Крајем августа, возио је Свјетско првенство у крос-кантрију, гдје је пао у последњем кругу и морао је да мијења задњи точак, због чега је изгубио вријеме и завршио је на четвртом мјесту, минут и по иза Нина Шуртера који је освојио првенство по десети пут.
У септембру је возио Тур оф Бритејн трку, гдје је четврту етапу завршио на другом мјесту, изгубивши у спринту од Гонзала Серана у четворочланој групи која је дошла на циљ и дошао је на друго мјесто у генералном пласману. Последњу, пету етапу, завршио је на трећем мјесту у спринту и трку је завршио на другом мјесту, три секунде иза Серана. Планирао је да вози друмску трку на Свјетском првенству, али је одлучио да прескочи првенство због умора од тренинга и трка и да направи паузу пред почетак сезоне у циклокросу.

### 2023.
Након одустајања од Свјетског друмског првенства 2022. због умора, изјавио је да није сигуран који су му циљеви у циклокрос сезони 2022/23. У новембру је побиједио на трци у Кортрајку три секунде испред Ван дер Хара у оквиру X²O бадкамерс трофеја, док је у децембру остварио побједу у Бому у оквиру Суперпрестижа, десет секунди испред Ван дер Хара. Укупно је возио четири трке у оквиру Суперпрестижа и завршио је на седмом мјесту у укупном поретку. У оквиру Свјетског купа, трку у Оверајсеу је завршио на другом мјесту, три секунде иза Михаела Ванхуренхута, а у укупном поретку завршио је на 13 мјесту.
Сезону на друму почео је у фебруару, на Волта ао Алгарве трци, гдје је побиједио на четвртој етапи секунду испред Жоаоа Алмеиде и преузео је лидерску мајицу пет секунди испред Илана ван Вилдера. На хронометру на последњој, петој етапи, ушао је са превеликом брзином у једну од кривина, због чега је изашао ван пута, али је успио да се задржи на бициклу и није пао. Завршио је скоро минут и по иза Кинга и трку је завршио на седмом мјесту у генералном пласману, 48 секунди иза Мартинеза. На Омлоп хет Нијувсбладу Ван Барле је напао на 28 km до циља и остварио је соло побједу, док је Пидкок у спринту завршио на петом мјесту. Почетком марта возио је Страде Бјанке, гдје је напао на око 50  до циља, што нико није пратио. У финишу је група од шест возача дошла на десет секунди иза Пидкока, али је тада Атила Валтер напао неколико пута, због чега група није организовано радила и предност је поново порасла. Побиједио је 20 секунди испред Валентена Мадуе, поставши први британски побједник трке. Недељу дана касније побиједио је на трци Нове Мјесто у Моравској у оквиру брдског бициклизма, а крајем марта је возио Дварс дор Фландерен, гдје је Кристоф Лапорт напао на 4  до циља и остварио побједу, док је Пидкок завршио на 11 мјесту у групи коју је одспринтао Јаспер Филипсен. Пет дана касније возио је Ронде ван Фландерен, гдје је на другом прелазу преко успона Ауде кваремонт, на око 55 km до циља, Погачар напао, што Пидкок није могао да прати и завршио је преко осам минута иза Погачара који је побиједио нападом на последњем прелазу преко успона Ауде кваремонт.
Дана 16. априла возио је Амстел голд рејс, гдје је на 90 km до циља Погачар напао и одвојила се група од 11 возача у којој је био и Пидкок, а која је стекла предност од 45 секунди прије него што је главна група смањила заостатак на 20 секунди. У последњих 50 километара, Погачар је напао на успону Ејсербосвег, што је пратио само Пидкок, а затим их је достигао Бен Хили. Алексеј Луценко и Андреас Крон су их достигли по равном, али су отпали на следећем успону. Погачар је поново напао на успону Кетенберг на 25 km до циља, што нико није могао да прати и стекао је 31 секунду предности пред последњи круг. Хили је напао на успону Гелемерберг, што Пидкок није могао да прати; до краја се заостатак само повећавао, достигли су га Луценко и Крон, али је побиједио у спринту и завршио је на трећем мјесту, преко два минута иза Погачара и минут и по иза Хилија. Два дана касније возио је Флеш Валон, гдје је Погачар напао на 250 метара до циља, на успону Мур де Иј и возачи су ишли иза њега један по један; Пидкок је завршио на 18 мјесту, 15 секунди иза. Дана 23. априла возио је Лијеж—Бастоњ—Лијеж, гдје је Евенепул напао на успону Коте де ла Редут, што је пратио само Пидкок, али је отпао након што је Евенепул напао на мањем успону Коте де Форж на 30 km до циља. Пидкока су достигли Скјелмосе и Чиконе, а затим још возача. Хили је напао на успону Коте де ла Рош о Фокон у последњих 10 километара, што је пратио Сантијаго Буитраго, а Пидкок их је достигао након успона, по равном. У финишу је Хили отпао, а Пидкок је побиједио у спринту Буитрага и завршио је на другом мјесту, минут и шест секунди иза Евенепула. У мају се такмичио у брдском бициклизму, гдје је побиједио на трци Нове Мјесто у Моравској.
У јулу је возио Тур де Франс као један од лидера тима у борби за генерални пласман и етапне побједе. Прва етапа је вожена у Билбаоу, у Баскији. Адам и Сајмон Јејтс су напали на спусту са посљедњег успона Коте де Пике и направили су предност испред групе у којој је остало 12 возача, док је Пидкок остао у трећој групи и завршио је 33 секунде иза Адама Јејтса, као и 20 секунди иза групе у којој су завршили фаворити за генерални пласман. На другој етапи је Виктор Лафај напао на уласку у последњи километар и остварио соло побједу, док је Пидкок завршио на четвртом мјесту, изгубивши у спринту од Ван Арта и Погачара, а захваљујући томе што је надокнадио вријеме у односу на друге возаче, дошао је на 17 мјесто у генералном пласману. На петој етапи, Џај Хиндли је остварио побједу из бијега и узео жуту мајицу, док је Пидкок отпао од групе на успону Кол де Мари Бланк и завршио је два минута иза Хиндлија, као и 20 секунди иза групе у којој је завршила већина фаворита и дошао је на 13 мјесто у генералном пласману. На шестој етапи је вожен Кол ди Турмале, док је циљ био на успону прве категорије Котерет Камбаск, дугом 16 km. При врху Кол ди Турмалеа Вингегор је напао, што је пратио само Погачар, док је Пидкок остао у групи, а на посљедњем успону није могао да прати када су напали Сајмон Јејтс, Карлос Родригез и Хиндли, завршивши заједно са Бардеом и Годуом, преко три минута иза Погачара, али је дошао на девето мјесто у генералном пласману. Циљ девете етапе био је на успону екстра категорије Пиј де Дом, дужине 13,3 km, који је вожен први пут након 35 година и трке 1988. Погачар је напао на километар до циља, што је пратио само Вингегор, док је Пидкок завршио скоро минут иза, са Сајмоном Јејтсом, али је завршио испред других фаворита и дошао је на седмо мјесто у генералном пласману. Након дана одмора, Пељо Билбао је остварио побједу из бијега на десетој етапи и дошао је са 11. на пето мјесто у генералном пласману, због чега је Пидкок пао на осмо, завршивши у групи са осталим возачима из првих десет. Циљ етапе 13 био је на успону екстра категорије Гран Коломбје, дугом 17,4 km. Адам Јејтс је напао 2 km до циља, што је одмах пратио Сеп Кус, а затим су их достигли Погачар и Вингегор, док је Пидкок радио у групи иза са Сајмоном Јејтсом и Хиндлијем. На 500 метара до циља Погачар је напао, што је пратио само Вингегор, Пидкок је напао из друге групе, престигао Адама Јејтса и завршио је на петом мјесту, десет секунди иза Погачара, захваљујући чему је смањио заостатак на десет секунди иза седмопласираног Билбаоа. На етапи 14, тим Јумбо—визма је радио на челу и достизао је бјегунце једног по једног, а посљедњег су достигли Ђулија Чиконеа на 58 km до циља, када је Пидкок отпао од групе, на успону Кол де ла Рамаз. До краја се његов заостатак повећавао и завршио је преко осам минута иза сувозача Карлоса Родригеза који је остварио побједу, а изгубио је вријеме и у односу на друге возаче и пао је на 11 мјесто у генералном пласману. Послије етапе изјавио је да је био пун самопоуздања, али да једноставно није имао довољно енергије. На етапи 15, УАЕ тим емирејтс је радио на челу групе на посљедњем успону, због чега је Пидкок отпао и завршио је преко два минута иза Погачара и Вингегора, а у генералном пласману прескочио га је Гијом Мартен који је био у бијегу. Након другог дана одмора, на етапи 16 је вожен хронометар у дужини од 22,4 km, са једним брдским циљем друге категорије дужине 2,5 km, чији је врх био на километар до циља. Хронометар је завршио пет и по минута иза Вингегора и у генералном пласману заостајао је преко 22 минута. На етапи 17 у финишу је вожен брдски циљ екстра категорије Кол де ла Лоз, укупне дужине од 28,1 km, са највећим нагибом од 24%. Отпао је из групе на почетку успона и завршио је 35 минута иза Феликса Гала, због чега је пао на 16 мјесто у генералном пласману. На етапи 19 спринтери су спринтали на пролазном циљу на 75 km до циља, одвојили се од групе, а затим наставили да раде на темпо како би достигао бјегунце; у групи је било око 30 возача, међу којима је био и Пидкок. Они су достигли бјегунце, а на последњем успону напали су Каспер Асгрен, Матеј Мохорич и Бен о Конор. У другој групи је на челу углавном радио само Ван дер Пул за Филипсена, нико није хтио да га мијења, предност је порасла и на етапи је побиједио Мохорич у спринту, док је Пидкок завршио на десетом мјесту у спринту друге групе, а завршивши преко десет минута испред главне групе, дошао је на 13 мјесто у генералном пласману. Етапа 20 је била посљедња брдска етапа, на којој је вожено шест успона, а посљедњи је вожен на 7 km до циља. Отишао је у бијег заједно са још десет возача, а на почетку успона Пети Балон, на око 35 km до циља, Тибо Пино је напао, што су пратили Пидкок, Мадуа, Баргил и Чиконе, а остали бјегунци су отпали. На 30 km до циља Пино је поново напао и отишао је од осталих возача. Пидкок је радио иза са Чиконеом, а затим су их достигли Харпер и Баргил. Чиконе и Харпер су отпали, а Пидкок и Баргил су достигли Пиноа, али су их током успона достигли Погачар, Вингегор и Гал и отишли од њих. Етапу је завршио на 18 мјесту, три минута иза Погачара. Посљедња етапа је била равна, није било промјена и завршио је на 13 мјесту у генералном пласману, 47 минута иза Вингегора.
У августу се такмичио у брдском бициклизму, возећи 10. августа Свјетско првенство на краткој стази, гдје је био на четвртом мјесту до последње кривине, када је ушао брзо у кривину и изгурао Луку Шварзбауера на шљунак, због чега је пао и Пидкок је завршио на трећем мјесту, освојивши бронзану медаљу. Послије трке, Шварзбауер је изјавио да је Пидкок ушао великом брзином у кривину и ударио у њега, да је возио превише агресивно, што не би радио ниједан возач у брдском бициклизму и да му то што је велика звијезда не даје право да ради такве ствари. Два дана касније освојио је златну медаљу у крос-кантрију, остваривши соло побједу 19 секунди испред Сема Гејза. У септембру је возио Тур оф Бритејн трку, гдје је био на петом мјесту у генералном пласману послије шесте етапе, али је морао да напусти трку прије почетка седме етапе, због инфекције бутине од сједишта. До краја сезоне такмичио се у брдском бициклизму, гдје је побиједио на једној трци Мон Сен Ен у Канади, а једну је завршио на четвртом мјесту.

### 2024.
Прије почетка сезоне истакао је да ће се борити за генерални пласман на Тур де Франсу, али да му је главни циљ етапна побједа, као и да освоји поново знатну медаљу на Олимпијским играма у брдском бициклизму.
У сезони 2023/24. у циклокросу, у децембру је побиједио на трци у Намуру у оквиру Свјетског купа, док је трку у Жавереу завршио на трећем мјесту, иза Ван дер Пула и Ван Арта, након што је достигао Јориса Нивенхојса у последњем кругу, а затим отишао од њега у последњих 300 метара. На трци Херенталс у оквиру такмичења X²O Бадкамерс трофеј, Ван дер Пул је напао у првом кругу и одвојио се од осталих возача, док је Пидкок напао у последњем кругу и завршио је на другом мјесту, 28 секунди иза Ван дер Пула, а секунду испред Ван дер Хара. На трци Дигем у оквиру Суперпрестижа, Ван дер Пул је појачао темпо у трећем кругу, Пидкок је кренуо за њим, а пред почетак петог круга заостајао је осам секунди. До краја се предност повећавала и завршио је на другом мјесту, 49 секунди иза Ван дер Пула. Почетком фебруара возио је прву трку у брдском бициклизму у сезони, Шимано суперкуп Ла Нусија, гдје су се издвојили Гејз, Себастијан Фини и Давид Кампос, док је Пидкок дошао на четврто мјесто и смањивао је заостатак за водећом тројицом. На успону на дијелу пута од бетона, Пидкок и Цинк су достигли водеће возаче и неко вријеме су возили заједно. На почетку четвртог круга, Гејз је напао, а затим га је Пидкок достигао и њих двојица су стекли 30 секунди предности. У финишу је Пидкок напао на успону и брзо је стекао предност, коју је сачувао до краја и побиједио је 25 секунди испред Гејза, остваривши прву побједу у сезони у брдском бициклизму.
Три дана након побједе на трци у брдском бициклизму, почео је сезону на друму, на Волта ао Алгарве трци. На другој етапи, Џејмс Нокс и Микел Ланда су радили на челу групе на последњем успону за Евенепула, који је почео да спринта на 300 метара до циља, али га је Мартинез обишао и побиједио, док је Пидкок завршио на шестом мјесту, осам секунди иза и дошао је на седмо мјесто у генералном пласману. Хронометар на четвртој етапи завршио је минут и по иза Евенепула и пао је на десето мјесто у генералном пласману. На последњој, петој етапи, Ван Арт и Хили су напали на 40 km до циља, стигли су бјегунце и стекли су преко минут предности, због чега је Ван Арт био виртуелни лидер трке. У главној групи су радили на челу тимови Судал—Квик-степ и Бора—ханзгро, који су постепено смањивали њихову предност, а затим су их достигли у последњих пет километара. Мартинез је напао на 2 km до циља, што је пратио Евенепул, док је Пидкок кренуо за њима и завршио је на трећем мјесту, три секунде иза, а у генералном пласману је завршио на шестом мјесту, минут и 50 секунди иза Евенепула. Дана 24. фебруара возио је Омлоп хет Нијувсблад, гдје је тим Визма—лејз а бајк раздвојио групу јаким темпом на 100 km до циља и у главној групи је остало 30 возача, који су достигли бјегунце. На успону Волвенберг, на 50 km до циља, одвојила се група од седам возача, у којој је био Пидкок, као и три возача тима Визма—лејз а бајк: Ван Арт, Кристоф Лапорт и Матео Јоргенсен. На 21 km до циља, Јоргенсен је напао, док је групу достигло још возача. Јоргенсен је достигнут на успону Босберг, након чега је Јан Тратник напао на 9 km до циља, што је пратио Нилс Полит. Они су стекли 40 секунди предности, док је Пидкок радио у групи иза. Тратник је побиједио нападом у финишу, а Пидкок је завршио на осмом мјесту у спринту групе која је дошла на циљ осам секунди иза. Десет дана касније возио је Страде Бјанке, гдје је Погачар напао на 81 km до циља, што нико није могао да прати и послије пет километара стекао је минут и по предности, након чега је тим Инеос гренадирс изашао да ради на чело групе. Максим ван Гилс је напао на 40 km до циља, након чега је Томс Скујинш напао на 27 km до циља, што је пратио Шефилд, а Пидкок је остао у групи. Шефилд је достигнут, а Пидкок је напао на 18 km до циља, али није могао да достигне водеће возаче и завршио је на четвртом мјесту, три минута и 50 секунди иза Погачара, а минут иза Скујинша и Ван Гилса. Сезону је наставио на Тирено—Адријатику, гдје је хронометар на отварању завршио на 33 мјесту, 33 секунде иза Хуана Ајуса. На петој етапи, Вингегор је напао на 5 km до врха последњег успона, што нико није могао да прати. Соса је био у групи од седам возача која је кренула за њим, док је Пидкок остао у групи иза, која је достигла Сосу на спусту и завршио је на осмом мјесту, два минута и 50 секунди иза Вингегора, али је дошао на 14 мјесто у генералном пласману. На шестој етапи, Вингегор је напао на успону на 6 km до циља, што нико није могао да прати и остварио је соло побједу, док је Пидкок завршио на петом мјесту, 42 секунде иза и дошао је на девето мјесто у генералном пласману. Последња, седма етапа, вожена је по равном, није било промјена и завршио је на деветом мјесту у генералном пласману, четири минута иза Вингегора. Дана 16. марта возио је Милано—Санремо, гдје је Погачар напао на 6,3 km до циља на успону Пођо ди Санремо, што је првобитно пратио само Ван дер Пул, али их је на спусту достигла група од десет возача у којој је био и Пидкок. Матео Собреро је напао на 1,1 km до циља, а његово убрзање је искористио Пидкок, који је напао на километар до циља и отишао од Собрера, али је достигнут на мање од 100 метара до циља, након чега је престао да спринта и завршио је на 11, претпоследњем мјесту у групи, испред само Собрера, док је побиједио Филипсен у фото финишу је побиједио испред Мајкла Метјуза.
У априлу је требало да вози Вуелту ал Паис Баско, гдје је пао током прегледа руте за хронометар и није стартовао хронометар на првој етапи. Дана 7. априла по први пут је возио Париз—Рубе. Због јаког вјетра група се раздвојила у неколико након сектора 27, на 150 km до циља, Пидкок и Мадс Педерсен су били у другој групи, али су успјели да се врате у прву. У групи је било 30 возача и брзо су стекли два и по минута предности, а Ван дер Пул је напао на сектору 19, на око 90 km до циља, што су у почетку пратили само Педерсен, Филипсен и Мик ван Дајке. Они су стекли 40 секунди предности, али су достигнути на сектору 16, на 68 km до циља и у групи је било 25 возача, након чега је Ван дер Пул напао на сектору 13, на 60 km до циља, што нико није могао да прати. Из групе је затим напао Полит, што су пратили Педерсен, Филипсен, Лоренс Пичи и Стефан Кинг, док Пидкок није могао да прати ни друге возаче и завршио је на 17 мјесту, шест минута и 20 секунди иза Ван дер Пула. Након трке изјавио је да је срећан што је завршио у првих 20 и да је трка била епска, потпуно другачија од трке за јуниоре или за возаче до 23 године које је освојио. Недељу дана касније возио је Амстел голд рејс, гдје је на 36 km до циља напао Ричард Карапаз, што је одмах пратио Ван дер Пул, а затим и остали возачи. На 35 km до циља напао је Ирши, што су пратили Бауке Молема, Роџер Адрија и Мадуа, а затим су их достигли Пидкок, Маури Вансевенант, Билбао и Бенот. Они су стекли 51 секунду предности на 21 km до циља, а на успону Кауберг више возача је нападало и били су подијељени у неколико група. Пидкок је напао на 5,5 km до циља, што су пратили Ирши, Вансевенант и Бенот, а у спринту је побиједио Пидкок; остали возачи који су били у бијег скоро су их достигли и завршили су у истом времену. Три дана касније возио је Флеш Валон, али је напустио рано због лоших услова по којима је трка вожена. Дана 21. априла возио је Лијеж—Бастоњ—Лијеж, гдје је Погачар напао на 35 km до циља и остварио соло побједу, док је Пидкок завршио на десетом мјесту, у великој групи која је дошла на циљ преко два минута иза.
Након што је пропустио почетак Свјетског купа у брдском бициклизму, гдје су двије трке вожене у априлу у Бразилу, 25. маја, учествовао је у другој рунди у Нове Мјесто у Моравској, гдје је 25. маја возио трку на краткој стази, коју је почео са 29 мјеста, али је преузео вођство у последњем кругу, након чега је достигнут на успону и завршио је на седмом мјесту, двије секунде иза Виктора Корецког. Дан касније возио је крос-кантри, гдје је напао у четвртом кругу, што нико није могао да прати, предност је сачувао до краја и побиједио је 32 секунде испред Шуртера, остваривши четврту побједу на четири трке колико је возио у Нове Мјесто у Моравској.

## Резултати на тркама

### Резултати на гранд тур тркама
| Гранд тур трке  | 2021. | 2022. | 2023. | 2024. |
| --------------- | ----- | ----- | ----- | ----- |
| Ђиро д’Италија  | —     | —     | —     | —     |
| Тур де Франс    | —     | 16    | 13    |       |
| Вуелта а Еспања | 67    | —     | —     |       |

### Резултати на главним етапним тркама
| Етапне трке          | 2021. | 2022. | 2023. | 2024. |
| -------------------- | ----- | ----- | ----- | ----- |
| Париз—Ница           | —     | —     | —     | —     |
| Тирено—Адријатико    | —     | —     |       | 9     |
| Вуелта а Каталуња    | —     | —     | —     | —     |
| Вуелта ал Паис Баско | —     | —     | —     |       |
| Тур де Романди       | —     | —     | —     | —     |
| Критеријум ди Дофине | —     | —     | —     |       |
| Тур де Свис          | —     |       | 22    |       |

### Резултати на класицима
| Монументални класици           | 2021. | 2022. | 2023. | 2024. |
| ------------------------------ | ----- | ----- | ----- | ----- |
| Милано—Санремо                 | 15    |       | —     | 11    |
| Ронде ван Фландерен            | 41    | 14    | 52    | —     |
| Париз—Рубе                     | —     | —     | —     | 17    |
| Лијеж—Бастоњ—Лијеж             | —     | 103   | 2     | 10    |
| Ђиро ди Ломбардија             | —     | —     | —     |       |
| Остали класици                 | 2021. | 2022. | 2023. | 2024. |
| Кадел Еванс рејс               | —     | —     | —     | —     |
| Омлоп хет Нијувсблад           | 55    | 18    | 5     | 8     |
| Страде Бјанке                  | 5     | —     | 1     | 4     |
| Класик Бриж—Де Пан             | —     | —     | —     | —     |
| Е3 Саксо банк                  | 25    | —     | —     | —     |
| Гент—Вевелгем                  | —     | 68    | —     | —     |
| Дварс дор Фландерен            | 43    | 3     | 11    | —     |
| Амстел голд рејс               | 2     | 11    | 3     | 1     |
| Флеш Валон                     | 6     |       | 18    |       |
| Ешборн—Франкфурт               | —     | —     | —     | —     |
| Класик Сан Себастијан          | —     | —     | —     |       |
| Хамбург сајкласик              | —     | —     | —     |       |
| Бретање класик                 | —     | —     | —     |       |
| Гран при сајклисте де Квебек   | —     | —     | —     |       |
| Гран при сајклисте де Монтреал | —     | —     | —     |       |
| Кирн—Брисел—Кирн               | 3     | 70    | —     | —     |
| Брабантсе пајл                 | 1     | 5     | —     | —     |

### Резултати на Олимпијским играма
| Друмски бициклизам  | 2020. | 2024. |
| ------------------- | ----- | ----- |
| Друмска трка        | —     | 13    |
| Вожња на хронометар | —     | —     |
| Брдски бициклизам   | 2020. | 2024. |
| крос-кантри         | 1     | 1     |

### Резултати на Свјетском првенству
| Свјетско првенство           | Свјетско првенство           | 2020.                     | 2021.                     | 2022.                     | 2023.                     | 2024.                     |                           |  |
| ---------------------------- | ---------------------------- | ------------------------- | ------------------------- | ------------------------- | ------------------------- | ------------------------- | ------------------------- |  |
| Свјетско друмско првенство   | Друмска трка                 | 42                        | 6                         | —                         | —                         |                           |                           |  |
| Свјетско друмско првенство   | Вожња на хронометар          | Није возио током каријере | Није возио током каријере | Није возио током каријере | Није возио током каријере | Није возио током каријере | Није возио током каријере |  |
| Свјетско циклокрос првенство | Свјетско циклокрос првенство | 2                         | 4                         | 1                         | —                         | —                         |                           |  |
| Свјетско брдско првенство    | Свјетско брдско првенство    | —                         | —                         | 4                         | 1                         |                           |                           |  |

### Резултати на Европском првенству
| Европско првенство           | Европско првенство           | 2018.                     | 2019.                     | 2020.                     | 2021.                     | 2022.                     | 2023.                     | 2024. |
| ---------------------------- | ---------------------------- | ------------------------- | ------------------------- | ------------------------- | ------------------------- | ------------------------- | ------------------------- | ----- |
| Европско друмско првенство   | Друмска трка                 | —                         | —                         | 55                        | —                         | —                         | —                         |       |
| Европско друмско првенство   | Вожња на хронометар          | Није возио током каријере | Није возио током каријере | Није возио током каријере | Није возио током каријере | Није возио током каријере | Није возио током каријере |       |
| Европско циклокрос првенство | Европско циклокрос првенство | —                         | 6                         | —                         | —                         | —                         | —                         | —     |
| Европско брдско првенство    | Европско брдско првенство    | —                         | —                         | —                         | —                         | 1                         | —                         |       |

### Резултати на националном првенству
| Првенство Велике Британије | Првенство Велике Британије | 2018.                     | 2019.                     | 2020.                     | 2021.                     | 2022.                     | 2023.                     | 2024. |
| -------------------------- | -------------------------- | ------------------------- | ------------------------- | ------------------------- | ------------------------- | ------------------------- | ------------------------- | ----- |
| Друмско првенство          | Друмска трка               | 38                        | 43                        | NH                        | —                         | —                         | —                         |       |
| Друмско првенство          | Вожња на хронометар        | Није возио током каријере | Није возио током каријере | Није возио током каријере | Није возио током каријере | Није возио током каријере | Није возио током каријере |       |
| Првенство у циклокросу     | Првенство у циклокросу     | —                         | 1                         | 1                         | NH                        | —                         | —                         | —     |
| Брдско првенство           | Брдско првенство           | —                         | —                         | NH                        | —                         | —                         | —                         |       |

| — | Није учествовао |
|   | Није завршио    |
|   | Није стартовао  |
|   | Није одржано    |